# Salix miyabeana
Espèce
Classification APG III (2009)
Salix miyabeana est une espèce de plantes à fleurs de la famille des Salicaceae. C'est un saule arbustif originaire d'Asie.

## Synonymie
- Salix dahurica Turcz. ex Laksch., référence article Czerepanov, S. K. 1981. Sosud. Rast. SSSR 509 pages. Nauka, Leningradskoe Otd-nie, Leningrad.
- Salix glacilior Nakai, référence article Czerepanov, S. K. 1981. Sosud. Rast. SSSR 509 pages. Nauka, Leningradskoe Otd-nie, Leningrad.
- Salix liliputa Nasarow, référence article Czerepanov, S. K. 1981. Sosud. Rast. SSSR 509 pages. Nauka, Leningradskoe Otd-nie, Leningrad.
- Salix mongolica Siuzew, référence article Czerepanov, S. K. 1981. Sosud. Rast. SSSR 509 pages. Nauka, Leningradskoe Otd-nie, Leningrad.
- Salix tenuifolia Turcz. ex E. Wolf, référence article Czerepanov, S. K. 1981. Sosud. Rast. SSSR 509 pages. Nauka, Leningradskoe Otd-nie, Leningrad[1].

## Description

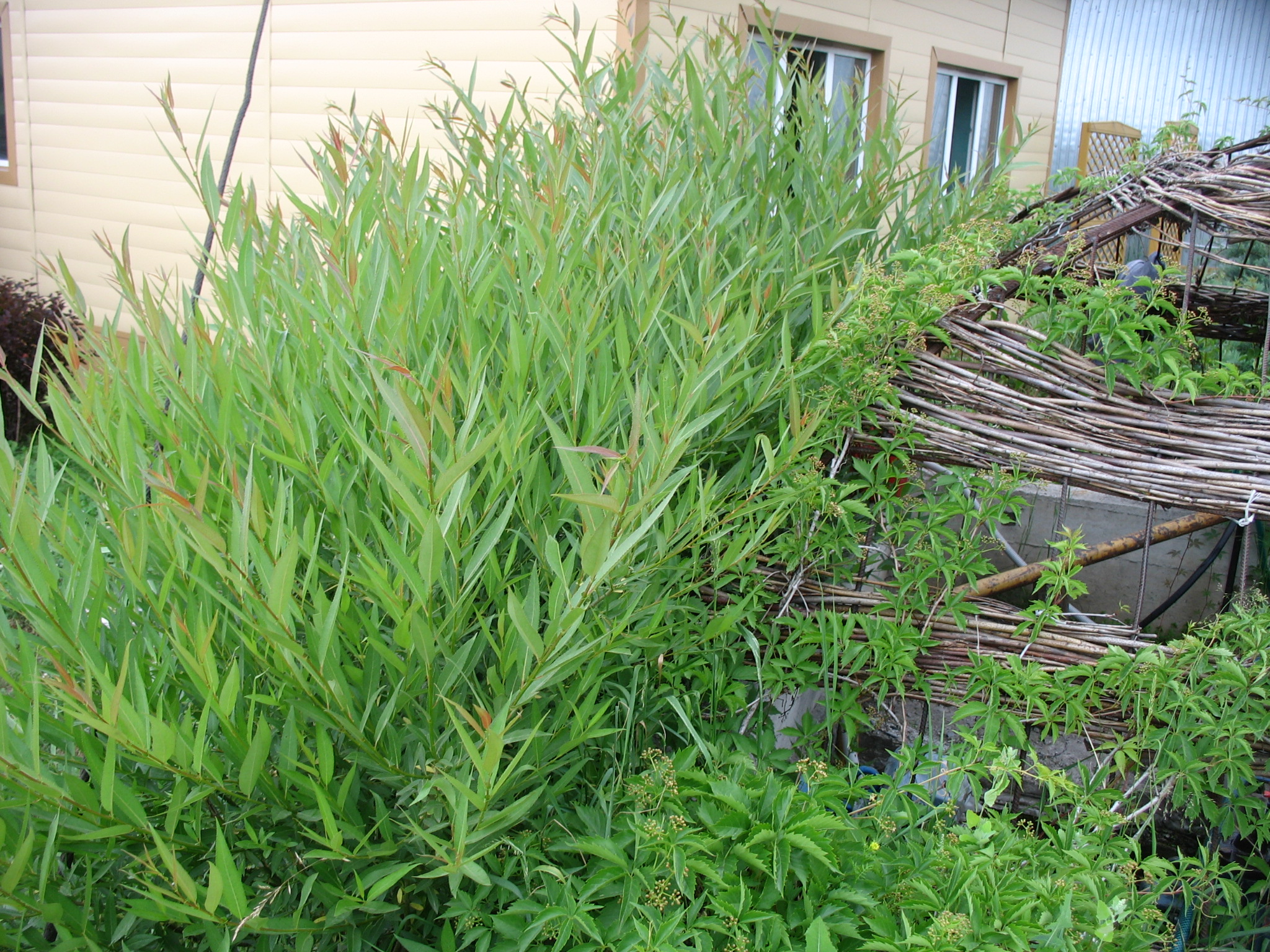
Vigueur particulière.

Salix miyabeana se présente comme un arbuste dressé atteignant 6 mètres de haut.
Ses feuilles mesurent de 5 à 18 cm de long, elles sont de forme lancéolée, elles sont acuminées aux deux extrémités. Le dessus est vert pâle et lisse, le dessous vert blanchâtre ou bleuâtre.
L'humidité du sol doit être moyenne à élevée pour cette plante de bordure des cours d'eau à l'état naturel.
L'espèce a une croissance très rapide, elle est utilisée pour la production de biomasse ou pour l'implantation rapide de haies vivantes, elle est très résistante aux insectes et aux maladies. La floraison jaune est peu apparente. L'espèce fait preuve de résistance aux insectes.
C'est aussi une plante ornementale indigène au Japon.
Le saule miyabeana est l'espèce la plus recommandée pour l'aménagement de haies brise-vent et de murs anti-bruit.